# Splitski konkatedralni dekanat
Splitski konkatedralni dekanat je teritorijalno-pastoralna jedinica u sastavu Splitsko-makarske nadbiskupije i najmlađi dekanat koji se sastoji od trinaest župa. Za pontifikata splitsko-makarskog nadbiskupa Marina Barišića (od 2000.) ukazala se potreba za osnivanjem još jednog dekanata na teritoriju grada Splita. Zbog toga je 3. kolovoza 2003. godine nadbiskup donio odluku o utemeljenju konkatedralnog dekanata.
Dekan nije konkatedralni župnik župe sv. Petra, nego jedan od župnika s područja dekanata kojeg predlože područni svećenici, a odobri i imenuje nadbiskup. Za prvog dekana imenovan je don Vjenceslav Kujundžić, župnik župe sv. Josipa na Mertojaku.
Konkatedralni dekanat sastavljen je od 13 župa: konkatedralna sv. Petra apostola (Lokve), Materinstva BDM (Brda), sv. Spasa (Mejaši), Presvetog Srca Isusova (Visoka), sv. Pavla Apostola (Pujanke), sv. Andrije Apostola (Sućidar), Gospe od Milosrđa (Žnjan), sv. Leopolda Bogdana Mandića (Sirobuja), sv. Ivana Krstitelja (Trstenik), sv. Josipa (Mertojak), sv. Luke Evanđelista (Kocunar), sv. Mateja Apostola (Ravne njive), te sv. Marka Evanđelista (Neslanovac). Dekansku službu vršit će jedan od župnika kojeg imenuje nadbiskup, nakon što prema običaju župnici predlože svoja tri kandidata.
Od navedenih trinaest župa, samo jednom, onom na Visokoj, upravljaju redovnici (isusovci), a ostale vode svjetovni svećenici.